# ステアー・スカウト
ステアー・スカウト（Steyr Scout）は、オーストリア、ステアー社の狙撃銃。「スカウトライフル」という概念に基づいて設計されている。

## 概要
そもそも「スカウトライフル」とは、アメリカのジェフ・クーパーにより提唱された概念で、全長1,000mm以下・重量3.5kg以下・銃口近くにオフセットされた低倍率スコープなどを特徴とする。もともとこのタイプの銃は民間ガンスミスらの手によってたびたび生産されてきたが、ステアー社がこれに目をつけ、同社製AUGで培った合成樹脂の加工技術を応用し、大量生産品として仕上げたものである。特に軽量化が重視された設計となっており、ボルトの閉鎖をレシーバーではなく銃身の基部で行う機構によりレシーバーを軽量なアルミ製としており、銃身にも溝 (フルート) が刻まれている。その他のフレームやストック類も軽量なポリマーで製作され、フォアエンド部分が展開式の二脚を兼用している。チークピースは可変式。DSR-1と同じく、予備の弾倉を銃本体にしまっておく事ができる（ストック内部に専用の収納口を有する）。この弾倉はマガジンキャッチが二段階になっており、挿し込みを1段目で留めておく事でマガジンカットオフとして機能する。純正モデルは、スコープ破損などに備えて予備用の可倒式ゴーストリングサイトが装備されている。ボルトはニッケル加工が施され、機関部の信頼性が高い。命中精度の高さから、競技用・狩猟用などに幅広く使われている。
もともと軍事用途を想定していなかった本銃だが、狙撃銃として「ステアー・タクティカルエリート」なるモデルが存在する。最大の特徴であるフォワードマウントされたスコープはオミットされ、ピカティニー・レールを備えると共にスコープが通常位置まで後退している。また、いずれのモデルも.223Rem・.243Win・7mm-08Rem・.308Win・.376Steyrの弾薬を使い分ける事ができる。

## 登場作品

### 映画
『ツーリスト』
『追撃者』

### ゲーム
『Left 4 Dead 2』
PC版のカスタムサーバーでは隠し武器として登場し、ゴア表現が規制されているバージョンにおいて登場する。
サーバー内にゴア表現が規制されているバージョンでプレイしているプレイヤーが居ると規制版武器(CS:S武器)に自動的に置き換えられる。
性能は連射性能以外ハンティングライフルとあまり変わらない。連射性能はボルトアクションのためハンティングライフルより遅い。登場する銃の中で一番使いづらい銃になる。
『カウンターストライク』
「Schmidt Scout 」の名称で7.62x51mm NATO弾モデルが登場。TRとCT両方で購入可能。スナイパーライフルの中では一番値段が安い。
性能は、ヘッドショット以外2～3発撃たないと倒せないほど威力が低い。登場する武器の中で一番軽い武器で、何故か近接武器のナイフより移動速度がわずかに早い。
『バトルフィールドシリーズ』
『BF4』
『BFH』

『レインボーシックス ベガス』
『surviv.io』
「Scout Elite」の名前で登場する。　同ゲームに登場するMosin Nagantと比較すると威力では負けるが連射は早い。

### アニメ
『KITE　LIBERATOR』
梅津泰臣作品　軌道上の宇宙ステーションの中で変異し、怪物となって地上に降り、街中を徘徊する父親を、娘であり主人公の野口百南花が狙撃する場面で登場している。